# 코디 로즈
코디 로즈(Cody Rhodes, 1985년 6월 30일 ~ )는 본명은 코디 러넬스(Cody Runnels)다. 미국의 남자 프로레슬링선수다. 더스티 로즈의 아들이며 이복형은 골더스트라는 링네임으로 활약하는 프로레슬링선수다. 2006년 프로레슬링 입문했다. 2014년 6월부터 코디 로즈는 형인 골더스트와 비슷한 기믹으로 스타더스트(Stardust)라는 링네임으로 활동했으나 2016년 5월 22일 방출 요청을 했고 다음날 공식적으로 방출당하면서 WWE를 떠나게 된다. 이든 스타일스하고 결혼을 했다. 다만 2016년 10월 2일 이든 스타일스하고 같이 등장을 한다. 2016년 10월부터 6개월간 임팩트 레슬링 활동을 했다. 현재는 신일본 프로레슬링과 RoH, 인디단체 활동 병행 중이다. 피니쉬는 2007년 ~ 2009년까지 실버 스푼 디디티(플로잉 DDT)로 사용을 했다. 크로스 로즈/더 퀸즈 크로스보우(롤링 커터), 다크 매터(모디파이드 리버스 STO), 다이아몬드 더스트(인버티드 섬머솔트 페이스락 조브레이커), 뷰티풀 디제스터(스프링보드 라운드하우스 킥), 아메리칸 나이트메어/(모디파이드 리버스 피겨-포 레그락), 리튼 인 더 스타즈(점핑 인버티드 디디티)가 있다.

## Professional wrestling highlights
- Finishing moves
  - As Cody Rhodes
    - American Nightmare (Modified reverse figure-four leglock) - 2016-present
    - Cross Rhodes (Rolling cutter) - 2009-2014, 2016-present
    - Dark Matter (Modified reverse STO) - 2016-present
    - Disaster Kick / Beautiful Disaster (Springboard roundhouse kick) - 2011-present
    - Silver Spoon DDT (Flowing DDT) - 2007-2009

  - As Stardust
    - Dark Matter (Modified reverse STO) - 2014-2016
    - Diamond Dust (Inverted somersault facelock jawbreaker) - 2014; used as a signature moves
    - Disaster Kick / Beautiful Disaster (Springboard roundhouse kick) - 2014-2016; used as a signature moves
    - The Queen's Crossbow (Rolling cutter) - 2014-2015, 2015-2016
    - Written in the Stars (Jumping inverted DDT) - 2014
- Signature moves
  - Alabama Slam (Double leg Slam) - Adapted from Hardcore Holly
  - Bionic elbow
  - Diving crossbody into either a moonsault or a suicide dive
  - Dropping down and uppercutting
  - Inverted suplex slam
  - Knee drop
  - Multiple bulldog variations
    - Diving
    - Jumping
    - Running
    - Sitout

  - Multiple kick variations
    - Jumping enzuigiri
    - Leg lariat
    - Legsweep
    - Springboard drop

  - Muscle Buster
  - Punching combination
  - Rebound clothesline
  - Russian legsweep
  - Snap body slam
  - Swinging reverse neckbreaker
- Managers
  - Arn Anderson
  - Cherry
  - Dusty Rhodes
  - Eden Stiles / Brandi Rhodes
  - Hardcore Holly
- Nicknames
  - As Cody Rhodes
    - "The American Nightmare"
    - "The Grand Son of a Plumber"
    - "Undashin"

  - As Stardust
    - "The Inter-Dimensional Oddity"
    - "The Prince of Dark Matter"
    - "The Star That Left Them in the Dust"
- Entrance themes
  - "Out to Kill" dy Billy Lincoln(WWE: 2007-2008)
  - "Priceless" by Jim Johnston (WWE; 2008-2009; used in tandem with Ted DiBiase)
  - "Priceless (Remix)" by Jim Johnston (WWE; 2009)
  - "It's a New Day" by Adelitas Way (WWE; 2009-2010)
  - "Smoke & Mirrors" dy TV/TV (WWE; 2010-2011)
  - "Only One Can Judge" by Jim Johnston (WWE; 2011)
  - "Smoke & Mirrors (Remix)" by Jim Johnston (WWE; 2013)
  - "Gold & Smoke" by Jim Johnston (WWE; 2013-2014; used in tandem with Goldust)
  - "Written in the Stars" by Jim Johnston (WWE; 2014-2016)
  - "Kingdom" dy Downstait (Independent Circuit/AEW/WWE; 2016-present)

## 신체 사항
- 키는 188cm(6 ft 2 in)
- 몸무게는 101kg(222 lb)

## 경력
- 챔피언 앳 189 파운즈 웨잇 클래스 (2003, 2004)
- AEW TNT 챔피언 (3회)
- AEW TNA 챔피언 토너먼트 (2020)
- A1 태그팀 챔피언 (1회) - 이단 페이지
- BPW 챔피언 (1회)
- 프로모 오브 더 이열 (2019) - "실버 스푼" 프로모 온 AEW 다이너마이트
- 스맥 토커 오브 더 이열 (2019)
- GFW NEX*GEN 챔피언 (1회)
- NWA 월드 헤비웨이트 챔피언 (1회)
- NEW 월드 헤비웨이트 챔피언 (1회)
- IWGP 유나이티드 스테이츠 챔피언 (1회)
- NEW 헤비웨이트 챔피언 (1회)
- OVW 헤비웨이트 챔피언 (1회)
- OVW 텔레비전 챔피언 (1회)
- OVW 서던 태그팀 챔피언 (2회) - 숀 스피어스
- 포어스 OVW 트리플 크라운 챔피언
- 매치 오브 더 이열 (2019) - 더스틴 로즈 엑트 더블 오어 너씽
- 모스트 임푸르드 레슬러 오브 더 이열 (2008)
- 랭크드 넘버 8 오브 더 탑 500 싱글즈 레슬링 인 더 PWI 500 인 2018
- ROH 월드 챔피언 (1회)
- ROH 월드 식스-맨 태그팀 챔피언 (1회)
- 레슬러 오브 더 이열 (2017)
- 퓨드 오브 더 이열 (2018) - 케니 오메가
- 레슬러 오브 더 이열 (2018)
- WCPW 인터넷 챔피언 (1회)
- WWE 챔피언 (2회)
- WWE 월드 태그팀 챔피언 (구 버전) (3회) - 하드코어 할리 (1회), 테드 디비아시 (2회)
- WWE 인터콘티넨탈 챔피언 (2회)
- WWE RAW 태그팀 챔피언 (4회) - 드류 맥킨타이어 (1회), 골더스트 (2회), 제이 우소 (1회)
- WWE 스맥다운 태그팀 챔피언 (1회) - 제이 우소 (1회)
- WWE 남자 로얄 럼블 (2023, 2024)
- WWE 킹 오브 더 링 (2025)
- 34대 WWE 트리플 크라운
- WWE 태그팀 챔피언 넘버원 컨텐더즈 토너먼트 (2012) - 데미안 샌도우
- 슬리미 어워즈 (2회)
  - 아웃스탠딩 어치브먼트 오브 베이비 오일 앱러케이션 (2010)
  - 태그팀 오브 더 이열 (2013) - 골더스트
- 워스트 기믹 (2015) - 스타더스트